# Kościół Świętego Krzyża w Bieganowie
Kościół Świętego Krzyża w Bieganowie – zabytkowy murowany rzymskokatolicki kościół parafialny w Bieganowie, w powiecie wrzesińskim, w województwie wielkopolskim

## Historia i opis
Kościół w Bieganowie istnieje od ok. 1210. Po raz pierwszy miał być wybudowany przez zasłużony ród Bieganowskich. Wówczas była to świątynia drewniana, pod wezwaniem "Wszystkich Świętych". 
Około 1729 ówczesny dziedzic Franciszek Kowalski herbu Korab, rozpoczął budowę nowego kościoła, gdyż poprzedni znajdował się w ruinie.  
Świątynia dobudowana została do wieży od strony wschodniej. W 1731 konsekrował ją biskup poznański Jan Tarło
Tytuł kościoła wymieniony w I wizytacji z 1737 przez archidiakona poznańskiego Kacykowskiego, brzmi: "pod wezwaniem Podwyższenia Krzyża Świętego". Natomiast w dokumentach z II wizytacji, przeprowadzonej przez biskupa Franciszka Ksawerego de Wrbna Rydzyńskiego w 1777, świątynię tytułuje się jako: "Znalezienia Krzyża Świętego". 
Około 1799 świątynia znalazła się w ruinie. Ówczesny ksiądz proboszcz Mateusz Borowicz, przy pomocy patrona (opiekuna) parafii Jana Bronisza, oraz parafian, przystąpił do całkowitej przebudowy kościoła. Z zewnątrz został on obmurowany, postawiono nową masywną wieżę. Wnętrze kościoła pozostało nadal drewniane. 
W 1926 odnowione zostało wnętrze kościoła przez nowego patrona Edwarda Grabskiego. 
W czasie okupacji hitlerowskiej kościół w Bieganowie był zamknięty. Po wojnie w 1945, gdy otwarto kościół, okazało się, iż jest on zniszczony przez grzyb.  
Borykano się z nim bezskutecznie, budynek kościoła powoli niszczał. 
W nocy z 1 na 2 stycznia 1982, ok. godz. 23:45 wybuchł pożar. Budynek spłonął w ciągu ok. 30 minut. Ocalała tylko wieża. Po spaleniu kościoła liturgię, za zgodą władz kościelnych i państwowych, odprawiano do dnia 17 lipca 1982 w świetlicy miejscowego Kombinatu Państwowych Gospodarstw Rolnych. 15 marca 1982 położono pierwszy element pod budowę. Szybka odbudowa świątyni możliwa była dzięki pracy parafian, a także pomocy dyrektora Kombinatu PGR Bogumiła Paula. Kościół został odbudowany na nowych fundamentach. Wieża, która jako jedyna ocalała, została wyremontowana. Ksiądz biskup Józef Glemp, późniejszy Prymas Polski, w asyście księdza biskupa Jana Czerniaka wmurował 21 kwietnia 1982 kamień węgielny we wnękę kościoła od strony szczytowej. Umieszczono tam również mosiężną tubę wraz z dokumentami. Już 17 lipca, tego samego roku, odbudowa kościoła została zakończona a 25 czerwca 1984 ksiądz prymas Józef Glemp uroczyście konsekrował całkowicie wyposażony kościół.

## Miejsce pamięci
W wieży za tablicą pamiątkową z 1982 zostały zamurowane prochy proboszcza ks. Stanisława Musiała, który został zamordowany w obozie koncentracyjnym Dachau w 1940, a którego ciało zostało odesłane przez hitlerowców rodzinie.

## Galeria

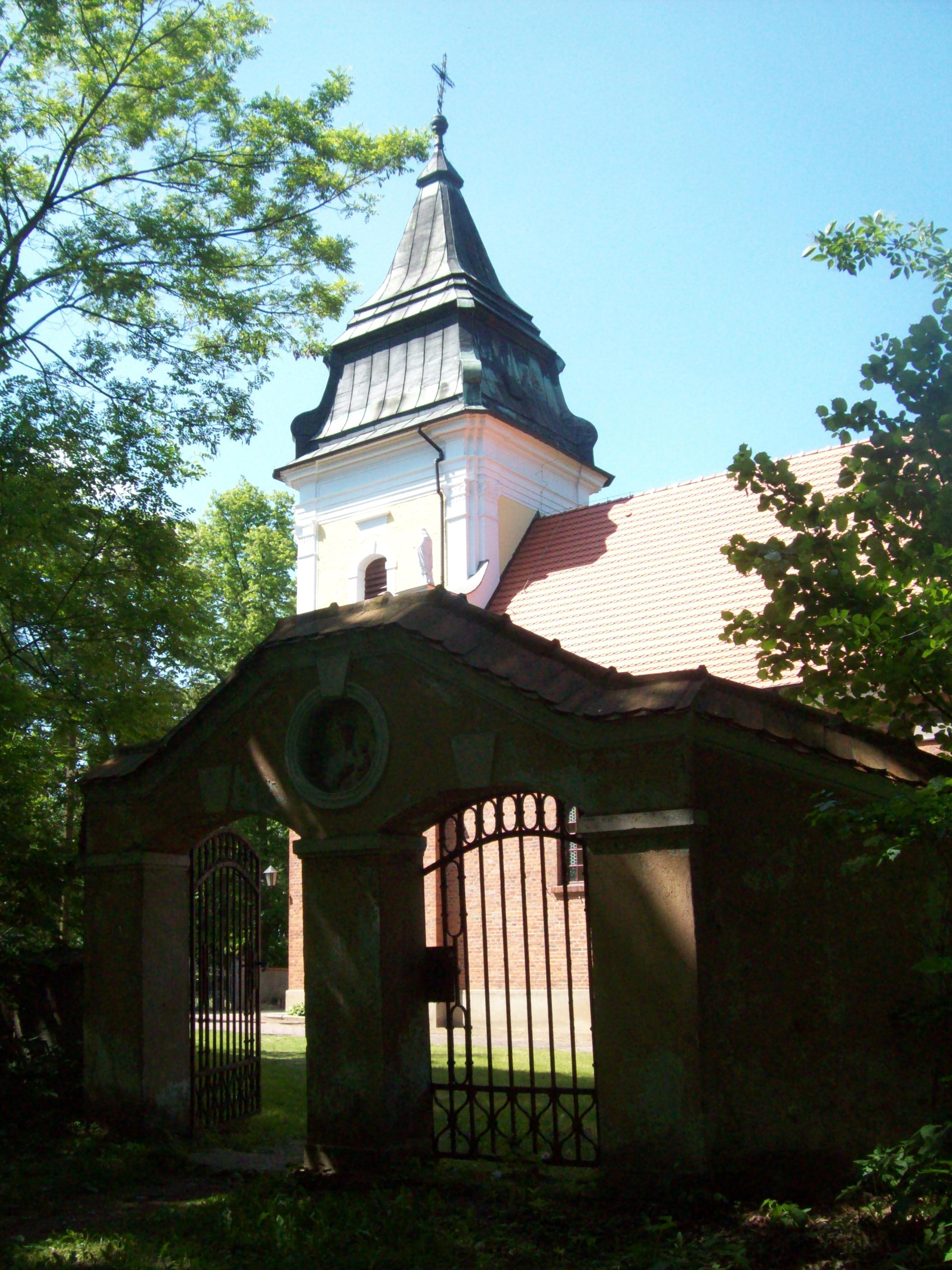
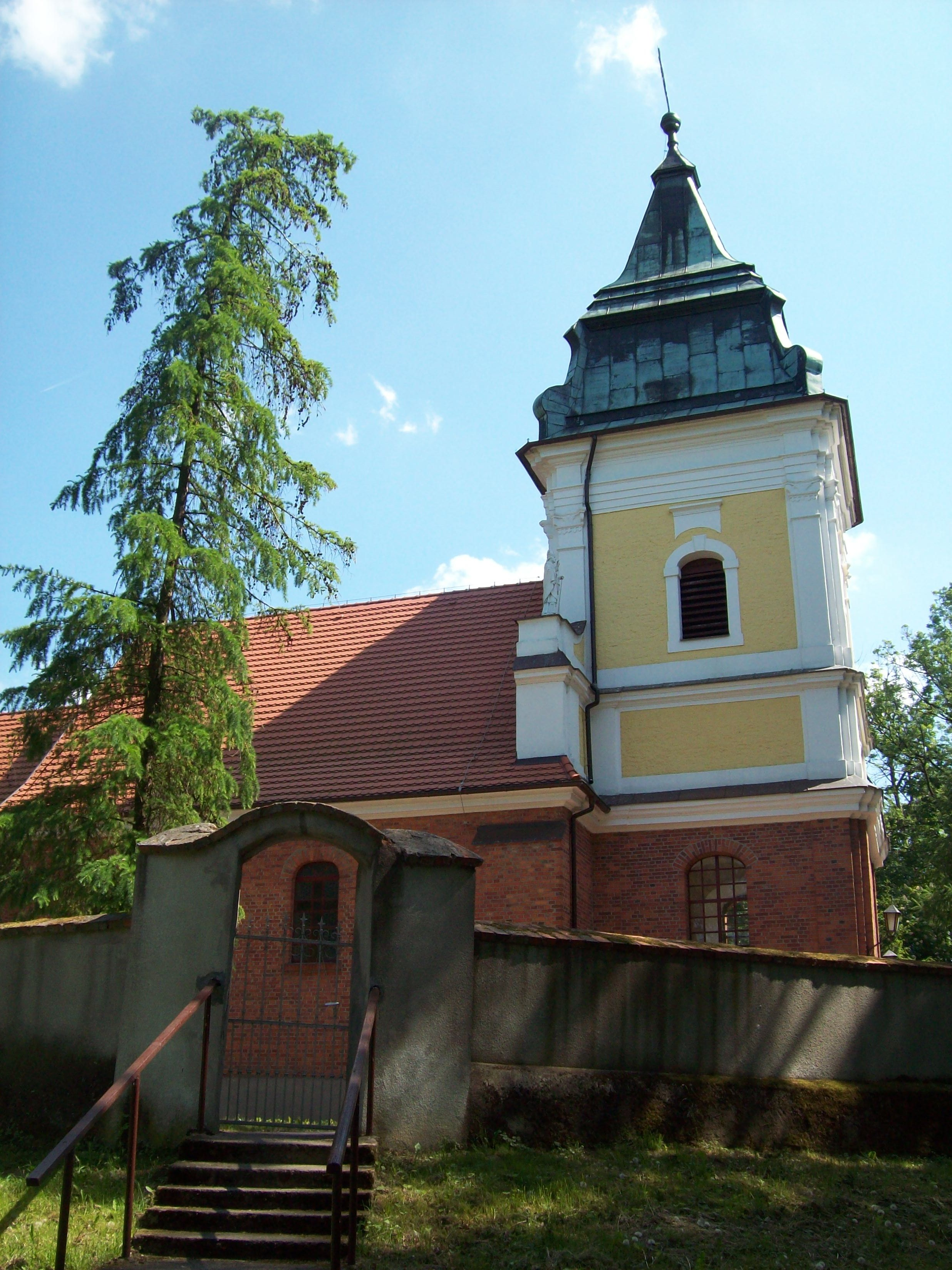
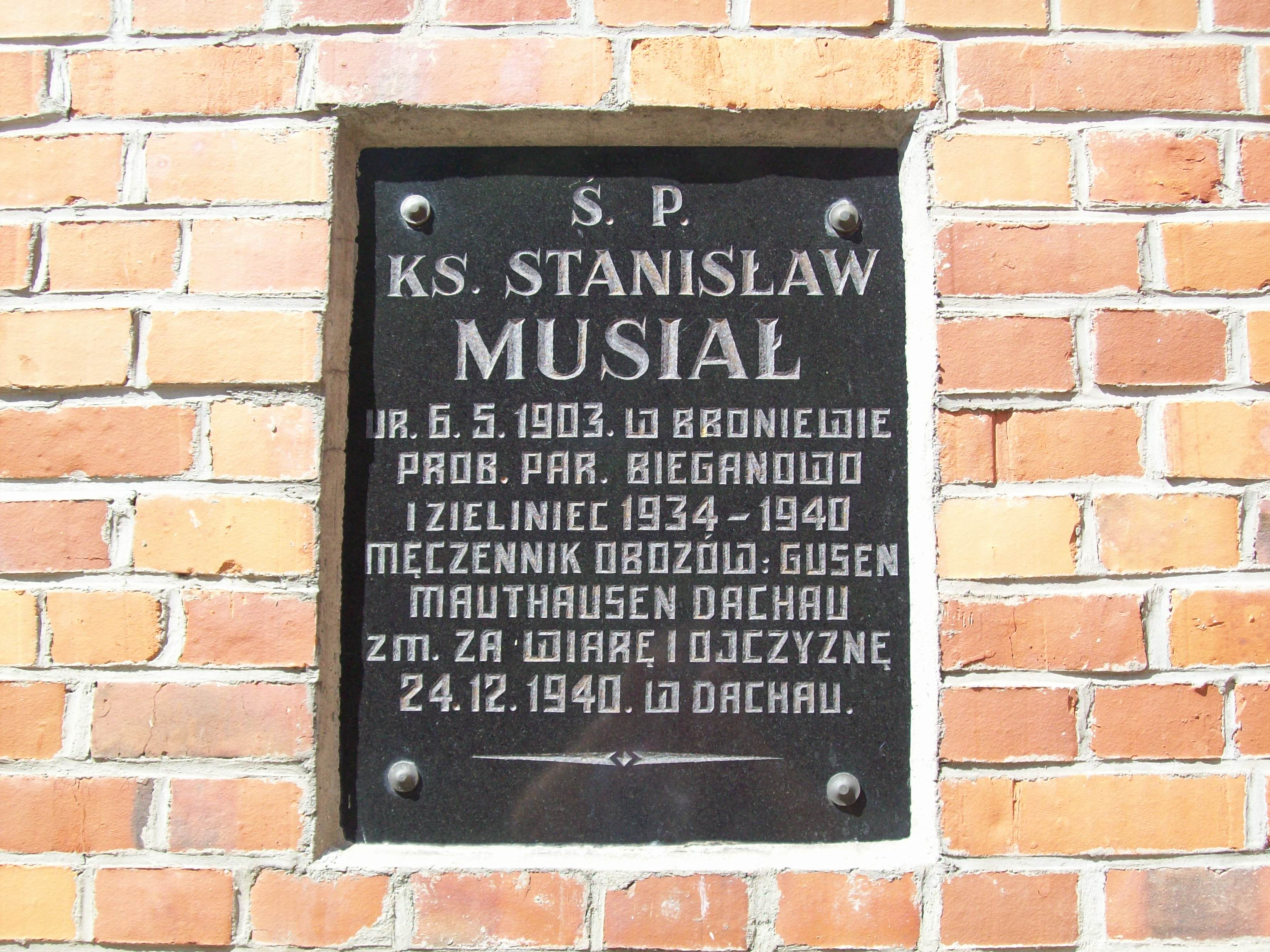
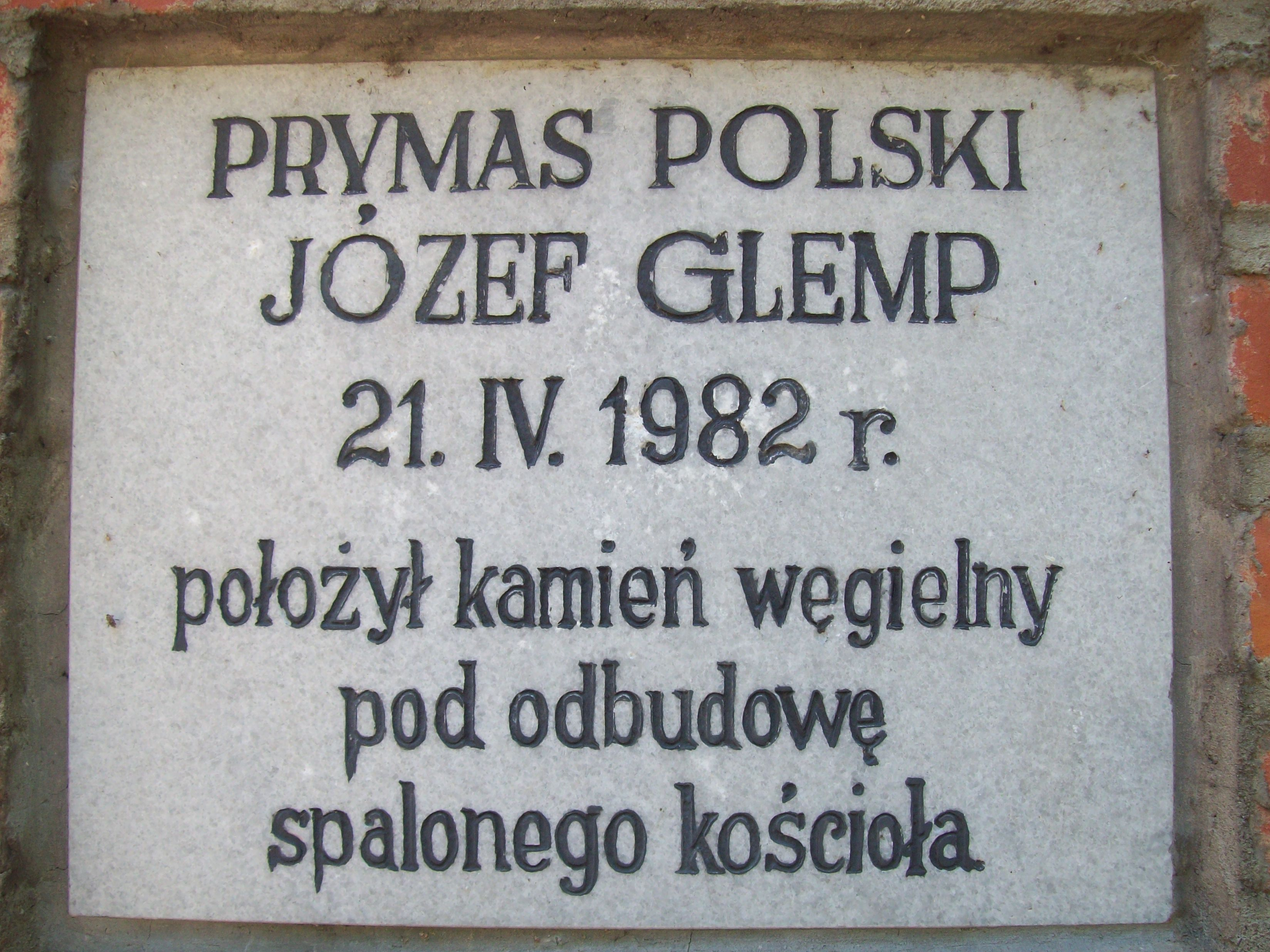